# Port lotniczy Aitutaki
Port lotniczy Aitutaki – port lotniczy zlokalizowany na wyspie Aitutaki (Wyspy Cooka). Zbudowany w czasie II wojny światowej.

## Linie lotnicze i połączenia
- Air Rarotonga (Atiu Island, Manihiki Island, Penrhyn Island, Pukapuka, Rarotonga)
- Air New Zealand (Rarotonga)